# Liisansaari
Liisansaari är en ö i Finland. Den ligger i sjön Ala-Siili och i kommunen Pieksämäki i den ekonomiska regionen  Pieksämäki ekonomiska region  och landskapet Södra Savolax, i den södra delen av landet, 260 km norr om huvudstaden Helsingfors. Öns area är 2,8 hektar och dess största längd är 250 meter i sydväst-nordöstlig riktning.